# The Journal of Physiology
The Journal of Physiology è una rivista scientifica quindicinale sottoposta a revisione paritaria, fondata nel 1878 e pubblicata da Wiley-Blackwell per conto di The Physiological Society.
Pubblica ricerche su tutti gli aspetti della fisiologia, con particolare attenzione alla fisiologia umana e dei mammiferi, compresi i lavori a livello molecolare, della membrana cellulare, delle singole cellule, dei tessuti o degli organi e della fisiologia dei sistemi.
L'archivio completo, che risale al 1878 e arriva fino ai numeri pubblicati 12 mesi prima della data corrente, è disponibile gratuitamente online.
Il caporedattore è Kim Barrett (Università della California, Davis).
Secondo il Journal Citation Reports, nel 2022 la rivista ha ricevuto un fattore di impatto pari a 5,5. Nel 2005, anno di ingresso su PubMed, aveva un fattore di impatto pari a 4.346, tra i più alti nella categoria relativa alla fisiologia.

## Storia
La rivista fu pubblicata per la prima volta nel 1878 e diretta da Michael Foster. Nel 1893-1894 il collega di Foster, John Newport Langley, ne assunse la direzione.
Langley rimase proprietario e direttore editoriale fino alla sua morte nel 1925, quando la The Physiological Society acquistò la rivista dalla vedova. Nel 1926 Charles Scott Sherrington fu nominato primo presidente del comitato editoriale. Nel 2003 la The Physiological Society trasferì la pubblicazione alla Blackwell, ora Wiley-Blackwell.
Le seguenti persone sono o sono state presidenti del comitato editoriale (chiamato caporedattore dal 2005):
- Michael Foster (1878–1906);
- John Newport Langley (1878–1926);
- Charles Scott Sherrington (1926–1935);
- E.B. Verney (1938–1943);
- George Lindor Brown (1943–1947);
- Robert Campbell Garry (1947–1950);
- R.S. Creed (1950–1956);
- Andrew Huxley (1956–1957);
- J.M. Peterson (1957–1960);
- Richard Keynes (1960–1961);
- Bernard Katz (1961–1963);
- Giles Brindley (1963–1965);
- D.H. Smyth (1965–1968);
- Ian Glynn (1968–1970);
- W.F. Widdas (1970–1972);
- Richard Adrian (1972–1974);
- David Keynes Hill (1974–1976);
- P.F. Baker (1976–1977);
- T.A. Sears (1977–1978);
- B.R. Jewell (1978–1981);
- S. Thomas (1981–1982);
- K.M. Spyer (1982–1985);
- E.S. Petersen (1985–1987);
- A.V. Edwards (1987–1989);
- C.A.R.Boyd (1989–1991);
- N.B. Standen (1991–1994);
- R.E.J. Dyball (1994–1997);
- David Eisner (1997–2000);
- B.H. Hirst (2000–2002);
- S.O. Sage (2002–2005);
- W.A. Large (2005–2011);
- D.J. Paterson (2011–2016);
- Kim Barrett (2016–2022);
- Peter Kohl (2022-2023);
- Kim Barrett (2023–).